# Thérouldeville
Thérouldeville is een gemeente in het Franse departement Seine-Maritime (regio Normandië) en telt 457 inwoners (1999). De plaats maakt deel uit van het arrondissement Le Havre.

## Geografie
De oppervlakte van Thérouldeville bedraagt 4,6 km², de bevolkingsdichtheid is 99,3 inwoners per km².
De onderstaande kaart toont de ligging van Thérouldeville met de belangrijkste infrastructuur en aangrenzende gemeenten.

## Demografie
Onderstaande figuur toont het verloop van het inwonertal (bron: INSEE-tellingen).